# Anchorman 2
Anchorman 2 är en amerikansk komedifilm från 2013.

## Handling
Anchorman 2 utspelar sig i början av 1980-talet. Nyhetsankaret Ron Burgundy (Will Ferrell) får sparken samtidigt som hans fru och kollega Veronica Corningstone (Christina Applegate) blir befordrad. När Ron tvingar Veronica välja mellan jobbet och sitt äktenskap med Ron väljer hon jobbet. Ron får så småningom jobb på en nyhetskanal i New York som ska sända nyheter dygnet runt - den första i sitt slag.

## Om filmen
Anchorman 2 regisserades av Adam McKay, som även skrev filmens manus tillsammans med huvudrollsinnehavaren Will Ferrell. McKay och Ferrell har även producerat filmen tillsammans med Judd Apatow. Föregångaren Anchorman lanserades 2004.

## Rollista (urval)
- Will Ferrell - Ron Burgundy
- Steve Carell - Brick Tamland
- Paul Rudd - Brian Fantana
- David Koechner - Champ Kind
- Christina Applegate - Veronica Corningstone
- Dylan Baker - Freddie Shapp
- Meagan Good - Linda Jackson
- Judah Nelson - Walter Burgundy
- James Marsden - Jack Lime
- Greg Kinnear - Gary
- Josh Lawson - Kench Allenby
- Kristen Wiig - Chani Lastnamé
- Fred Willard - Ed Harken
- Chris Parnell - Garth
- Harrison Ford - Mack Tannen
- Will Smith - reporter på ESPN
- Jim Carrey - ankare på CBC News
- Sacha Baron Cohen - ankare på BBC News
- Liam Neeson - programvärd på History Channel
- John C. Reilly - Stonewall Jacksons spöke